# NGC 199
NGC 199 је лентикуларна галаксија у сазвежђу Рибе која се налази на NGC листи објеката дубоког неба.
Деклинација објекта је + 3° 8' 17" а ректасцензија 0h 39m 33,1s. Привидна величина (магнитуда) објекта NGC 199 износи 13,7 а фотографска магнитуда 14,7. NGC 199 је још познат и под ознакама UGC 415, MCG 0-2-111, CGCG 383-58, PGC 2382.